# Теория за слънчевия език
Теорията за слънчевия език (на турски: Güneş Dil Teorisi; на английски: Sun Language Theory) е турска националистична и псевдонаучна езикова хипотеза, разработена в Турция през 1930 г., предполагаща, че всички човешки езици произхождат от един първичен прото-тюркски език. Теорията предполага, че този първичен език е имал близки фонемни прилики с турския език, поради което всички други езици по същество може да бъдат проследени обратно до тюркски корени. Според теорията, централно-азиатски поклонници на всемогъществото на слънцето и неговите животворни качества са трансформирали своето безсмислено ръмжене в съгласуван пакет от ритуални изказвания и така бил роден слънчевият турски език и неговото име.